# Sportsklubben Haugar
Il Sportsklubben Haugar è una società calcistica norvegese con sede nella città di Haugesund. Milita nella 4. divisjon, quinta divisione del campionato norvegese.

## Storia
Il club fu fondato nel 1939 e giocò due finali di Norgesmesterskapet, venendo sconfitto in entrambi i casi: la prima volta, nell'edizione 1961, fu il Fredrikstad ad avere la meglio; nella seconda, invece, fu il Viking, diciotto anni più tardi. Quest'ultimo risultato, permise la qualificazione alla Coppa delle Coppe 1980-1981: i norvegesi eliminarono gli svizzeri del Sion al primo turno, ma furono eliminati al secondo dai gallesi del Newport County.
Il club giocò nella 1. divisjon nel 1981. Nel 1993, dalla sua fusione con il Djerv 1919, nacque lo Haugesund. Il club continuò comunque ad esistere, seppure nelle divisioni inferiori del campionato norvegese.

## Palmarès

### Altri piazzamenti
- Coppa di Norvegia:

Finalista: 1961, 1979